# Carlos Tobón
Pour les articles homonymes, voir Tobón.
Tobón  Vasquez est un nom espagnol. Le premier nom de famille, en général paternel, est Tobón ; le second, en général maternel, souvent omis, est Vasquez.
Carlos Andrés Tobón Vasquez (né le 14 octobre 1995) est un coureur cycliste colombien, spécialiste de la piste.

## Palmarès sur piste

### Jeux sud-américains
- Cochabamba 2018
  -  Médaillé d'or de la poursuite par équipes

### Championnats panaméricains
- Aguascalientes 2018
  -  Médaillé d'argent de la poursuite par équipes.
  - Cinquième de la course scratch[1].
- Cochabamba 2019
  -  Médaillé de bronze de la poursuite par équipes.
  - Neuvième de la course scratch[2].

### Jeux d'Amérique centrale et des Caraïbes
- Barranquilla 2018
  -  Médaillé de bronze de la poursuite par équipes

### Jeux bolivariens
- Santa Marta 2017
  -  Médaillé d'or de la poursuite par équipes (avec Brayan Sánchez, Eduardo Estrada et Juan Esteban Arango)
  -  Médaillé d'or du scratch

### Championnats nationaux
- Medellín 2016
  -  Médaillé d'or de la  course scratch[3].
  -  Médaillé de bronze de la poursuite par équipes (avec Brayan Sánchez, Jhonatan Ospina et Stiber Ortiz)[4].
- Cali 2018
  -  Médaillé d'or de la poursuite par équipes (avec Marvin Angarita, Brayan Sánchez et Juan Esteban Arango)[5].
- Cali 2019
  -  Médaillé d'or de la poursuite par équipes (avec Marvin Angarita, Juan Esteban Arango et Brayan Sánchez)[6].
- Juegos Nacionales Cali 2019
  -  Médaillé d'or  de la poursuite par équipes des XXI Juegos Deportivos Nacionales (avec Brayan Sánchez, Marvin Angarita et Weimar Roldán)[7].
  -  Médaillé d'or de la course à l'américaine des XXI Juegos Deportivos Nacionales (avec Weimar Roldán)[8].
- Cali 2021
  -  Médaillé d'or de la poursuite par équipes (avec Juan Esteban Arango, Marvin Angarita et Julián Osorio)[9].
  -  Médaillé d'argent de la course à l'américaine (avec Juan Esteban Arango)[10].